# Волиця-Кольонія (Опольський повіт)
Волиця-Кольонія (пол. Wolica-Kolonia) — село в Польщі, у гміні Карчміська Опольського повіту Люблінського воєводства.